# ويندوز أبديت
ويندوز أبديت (بالإنجليزية: Windows Update)‏ هي خدمة من مايكروسوفت لعائلات أنظمة التشغيل ويندوز 9إكس وويندوز إن تي، والتي تعمل على تنزيل تحديثات برامج مايكروسوفت ويندوز وتثبيتها عبر الإنترنت تلقائيًا. توفر الخدمة تحديثات البرامج لنظام التشغيل ويندوز، بالإضافة إلى العديد من منتجات مكافحة الفيروسات من مايكروسوفت، بما في ذلك ويندوز ديفيندر ومايكروسوفت سكيورتي إسنشالز. منذ إنشائها، قدمت مايكروسوفت امتدادين للخدمة: مايكروسوفت أبديت (بالإنجليزية: Microsoft Update)‏ وويندوز أبديت للأعمال (بالإنجليزية: Windows Update for Business)‏. الأول يوسع الخدمة الأساسية لتشمل منتجات مايكروسوفت الأخرى، مثل مايكروسوفت أوفيس ومايكروسوفت إكسبرشن ستوديو. هذا الأخير متاح لإصدارات الأعمال من ويندوز 10 ويسمح بتأجيل التحديثات أو تلقي التحديثات فقط بعد أن يخضعوا لاختبارات صارمة.
نظرًا لتطور الخدمة على مر السنين، فقد تطورت أيضًا برامج العميل الخاصة بها. لمدة عقد من الزمن، كان مكون العميل الأساسي للخدمة هو تطبيق ويندوز أبديت على الويب الذي لا يمكن تشغيله إلا على إنترنت إكسبلورر. بدءًا من ويندوز فيستا، أصبح مكون العميل الأساسي ويندوز أبديت أيجنت، وهو مكون لا يتجزأ من نظام التشغيل.
توفر الخدمة عدة أنواع من التحديثات. تعمل التحديثات الأمنية أو التحديثات الهامة على تخفيف الثغرات الأمنية ضد عمليات استغلال الأمان ضد مايكروسوفت ويندوز. التحديثات التراكمية هي التحديثات التي تجمع تحديثات متعددة، تحديثات جديدة وصدرت مسبقًا. قُدِمَت التحديثات التراكمية مع ويندوز 10 ونُقِلَت إلى ويندوز 7 وويندوز 8.1.
تقوم مايكروسوفت بشكل روتيني بإصدار التحديثات في الثلاثاء الثاني من كل شهر (المعروفة باسم يوم ثلاثاء الباتش)، ولكن يمكنها توفيرها كلما كان التحديث الجديد مطلوبًا بشكل عاجل لمنع الاستغلال المكتشف حديثًا أو السائد. يمكن لمسؤولي النظام تكوين ويندوز أبديت لتثبيت التحديثات الهامة لمايكروسوفت ويندوز تلقائيًا، طالما أن الحاسوب متصل بالإنترنت.

## العملاء

### تطبيق ويندوز أبديت على الويب

الإصدار الرابع من تطبيق ويندوز أبديت على الويب في ويندوز ميلينيوم.

قُدِّمَ ويندوز أبديت كتطبيق ويب مع إطلاق ويندوز 98 وعرض سمات سطح المكتب الإضافية والألعاب وتحديثات برنامج تعريف الجهاز ومكونات اختيارية مثل مايكروسوفت نت ميتينغ. مُنِحَ ويندوز 95 وويندوز إن تي 4.0 بأثر رجعي القدرة على الوصول إلى موقع ويندوز أبديت على الويب وتنزيل التحديثات المصممة لأنظمة التشغيل هذه، بدءًا من إصدار إنترنت إكسبلورر 4. كان التركيز الأولي لويندوز أبديت على الوظائف الإضافية المجانية والتقنيات الجديدة لويندوز. ظهرت إصلاحات الأمان لبرنامج أوت لوك إكسبريس وإنترنت إكسبلورر وبرامج أخرى لاحقًا، كما حدث مع الوصول إلى النسخ التجريبية من برامج مايكروسوفت القادمة، على سبيل المثال إنترنت إكسبلورر 5. وزِعَت إصلاحات ويندوز 98 لحل مشكلة عام 2000 باستخدام ويندوز أبديت في ديسمبر 1998. وعزت نايكروسوفت نجاح مبيعات ويندوز 98 جزئيًا إلى ويندوز أبديت.
يتطلب تطبيق ويندوز أبديت على الويب إما إنترنت إكسبلورر أو متصفح ويب من جهة خارجية يدعم تقنية آكتيف إكس. لا يرسل الإصدار الأول والثالث من تطبيق الويب، أي معلومات شخصية إلى مايكروسوفت. بدلاً من ذلك، يقوم التطبيق بتنزيل قائمة كاملة بكل تحديث متوفر ويختار التحديث الذي سيُنَزَّل ويُثَبَّت. لكن القائمة نمت بشكل كبير لدرجة أن تأثير المعالجة على الأداء أصبح مصدر قلق. آري سلوب، الذي كان يكتب للنشرة الإخبارية لـWindows-help.net في مارس 2003، أشار إلى أن حجم قائمة التحديث قد تجاوز 400 كيلو بايت، مما تسبب في تأخير أكثر من دقيقة لمستخدمي الطلب الهاتفي. قام الإصدار الرابع من ويندوز أبديت، الذي صدر في عام 2001 بالتزامن مع ويندوز إكس بي، بتغيير هذا. يقوم هذا الإصدار من التطبيق بجرد أجهزة النظام وبرامج مايكروسوفت وإرسالها إلى الخدمة، وبالتالي تفريغ عبء المعالجة على خوادم مايكروسوفت.

### أداة الإعلام بالتحديث الهام

لقطة شاشة لنافذة الحوار إعلام التحديث الهام في نظام التشغيل ويندوز 98.

أداة الإعلام بالتحديث الهام هي عملية في الخلفية تتحقق من موقع ويندوز أبديت على الويب وفقًا لجدول منتظم للتحديثات الجديدة التي مُيِّزَت على أنها «ضرورية». صدرت بعد فترة وجيزة من ويندوز 98.
بشكل افتراضي، يُجرى هذا الفحص كل خمس دقائق، بالإضافة إلى بدء تشغيل إنترنت إكسبلورر؛ ومع ذلك، يمكن للمستخدم تكوين الفحص التالي ليحدث فقط في أوقات معينة من اليوم أو في أيام معينة من الأسبوع. تستعلم الأداة من خادم مايكروسوفت عن ملف يسمى "cucif.cab"، والذي يحتوي على قائمة بجميع التحديثات الهامة التي صدرت لنظام التشغيل. تقوم الأداة بعد ذلك بمقارنة هذه القائمة بقائمة التحديثات المثبتة على الجهاز الخاص بها وتعرض إشعارًا بتوفر التحديث. بمجرد تنفيذ الفحص، يُرجَع أي جدول مخصص يحدده المستخدم إلى الإعداد الافتراضي. صرحت مايكروسوفت أن هذا يضمن تلقي المستخدمين إخطارًا بالتحديثات الهامة في الوقت المناسب.
انتقد تحليل أجراه الباحث الأمني إتش دي مور في أوائل عام 1999 هذا النهج، ووصفه بأنه «غير فعال بشكل رهيب» وقابل للهجمات. في منشور إلى باغ تراك، أوضح أن «كل جهاز حاسوب يعمل بنظام ويندوز 98 يرغب في الحصول على تحديث يجب أن يعتمد على مضيف واحد للأمان. إذا تعرض هذا الخادم للاختراق يومًا ما، أو قام أحد المهاجمين باختراق خادم [مايكروسوفت] دي أن إس مرة أخرى، يمكن أن يكون هناك الملايين من المستخدمين يقومون بتثبيت أحصنة طروادة كل ساعة. نطاق هذا الهجوم كبير بما يكفي لجذب المفرقعات الذين يعرفون بالفعل ما يفعلونه...»
استمرت مايكروسوفت في الترويج للأداة خلال عام 1999 والنصف الأول من عام 2000. شُحِنَت الإصدارات الأولية من ويندوز 2000 مع الأداة. الأداة لا تدعم ويندوز 95 وويندوز إن تي 4.0.

### التحديثات التلقائية

نافذة حوار التحديثات التلقائية «إعادة التشغيل مطلوبة» في ويندوز إكس بي إس بي 1

التحديثات التلقائية هي خليفة أداة الإعلام بالتحديث الهام. صدر في عام 2000، جنبًا إلى جنب مع ويندوز ميلينيوم. كما أنه يدعم نظام التشغيل ويندوز 2000 إس بي 3.
على عكس سابقتها، يمكن للتحديثات التلقائية تنزيل التحديثات وتثبيتها. بدلاً من جدول الخمس دقائق الذي استخدمه سابقتها، تقوم التحديثات التلقائية بفحص خوادم ويندوز أبديت مرة واحدة يوميًا. بعد تثبيت ويندوز ميلينيوم، يطالب بالون إعلام المستخدم بتكوين عميل التحديثات التلقائية. يمكن للمستخدم الاختيار من بين ثلاثة أنظمة إعلام: أن تُعلَم قبل تنزيل التحديث، أو إخطاره قبل تثبيت التحديث، أو كليهما. إذا كانت التحديثات الجديدة جاهزة للتثبيت، فيمكن للمستخدم تثبيتها قبل إيقاف تشغيل الحاسوب. سيعرض رمز الدرع على زر إيقاف التشغيل خلال هذا الوقت.
يتضمن نظاما التشغيل ويندوز إكس بي وويندوز 2000 إس بي 3 خدمة النقل الذكي في الخلفية، وهي خدمة ويندوز لنقل الملفات في الخلفية دون تدخل المستخدم. بصفته أحد مكونات النظام، فهو قادر على مراقبة استخدام المستخدم للإنترنت، وخنق استخدام النطاق الترددي الخاص به من أجل تحديد أولويات الأنشطة التي يبدأها المستخدم. حُدِثَ عميل التحديثات التلقائية لأنظمة التشغيل هذه لاستخدام خدمة النظام هذه.
اكتسبت التحديثات التلقائية في نظام التشغيل ويندوز إكس بي سمعة سيئة بسبب مقاطعة المستخدم بشكل متكرر أثناء العمل على الحواسيب الخاصة بهم. في كل مرة يُثَبَّت فيها تحديث يتطلب إعادة التشغيل، تطالب التحديثات التلقائية المستخدم بمربع حوار يسمح للمستخدم بإعادة التشغيل فورًا أو استبعاد مربع الحوار، والذي سيظهر مرة أخرى في غضون عشر دقائق؛ وهو سلوك وصفه جيف أتوود بأنه «ربما يكون أكثر مربع حوار مزعجًا على الإطلاق.»
في عام 2013، لوحظ أنه بعد وقت قصير من عملية بدء التشغيل، فإن التحديثات التلقائية (wuauclt.exe) ومضيف الخدمة (svchost.exe) في نظام التشغيل ويندوز إكس بي ستطالب بنسبة 100٪ من سعة وحدة المعالجة المركزية للحاسوب لفترات طويلة من الوقت (ما بين عشر دقائق إلى ساعتين)، مما يجعل الحواسيب المتأثرة غير قابلة للاستخدام. وفقًا لوودي ليونهارت من إنفو ورلد، يمكن رؤية التقارير المبكرة عن هذه المشكلة في منتديات مايكروسوفت تك نت في أواخر مايو 2013، على الرغم من أن مايكروسوفت تلقت لأول مرة عددًا كبيرًا من الشكاوى حول هذه المشكلة في سبتمبر 2013. كان السبب هو خوارزمية أسية في تقييم استبدل التحديثات التي نمت بشكل كبير خلال العقد التالي لإصدار نظام التشغيل ويندوز إكس بي. أثبتت محاولات مايكروسوفت لإصلاح المشكلة في أكتوبر ونوفمبر وديسمبر فشلها، مما أدى إلى تصعيد المشكلة إلى الأولوية القصوى.

### ويندوز أبديت أيجنت

نافذة حوار إعادة التشغيل المنقحة في نظام تشغيل ويندوز فيستا.

بدءًا من ويندوز فيستا وويندوز سيرفر 2008، يستبدل ويندوز أبديت أيجنت كل من تطبيق ويندوز أبديت على الويب وعميل التحديثات التلقائية. وهو مسؤول عن تنزيل وتثبيت تحديث البرنامج من ويندوز أبديت، بالإضافة إلى الخوادم الداخلية لخدمات تحديثات ويندوز سيرفر أو سيستم سنتر كونفيغرايشن مانجر.
يمكن إدارة عامل ويندوز أبديت من خلال برنامج لوحة التحكم، بالإضافة إلى نهج المجموعة ومايكروسوفت إنتون وويندوز باورشل. يمكن أيضًا تعيينه لتنزيل التحديثات المهمة والموصى بها وتثبيتها تلقائيًا. في النسخ السابقة من ويندوز، كانت هذه التحديثات متاحة فقط من خلال موقع ويندوز أبديت على الويب. بالإضافة إلى ذلك، يدعم ويندوز أبديت في ويندوز فيستا تنزيل ويندوز ألتميت إكستراز، وهو برنامج اختياري لويندوز فيستا ألتميت إديشن.
بخلاف التحديثات التلقائية في نظام التشغيل ويندوز إكس بي، يسمح ويندوز أبديت أيجنت في نظامي التشغيل ويندوز فيستا وويندوز 7 للمستخدم بتأجيل إعادة التشغيل الإلزامية (مطلوبة لإكمال عملية التحديث) لمدة تصل إلى أربع ساعات. يظهر مربع الحوار الذي تمت مراجعته والذي يطالب بإعادة التشغيل أسفل النوافذ الأخرى، بدلاً من الظهور فوقه. ومع ذلك، فإن حسابات المستخدمين القياسية لديها 15 دقيقة فقط للرد على مربع الحوار هذا. غُيِّرَ هذا مع ويندوز 8: أمام المستخدمين 3 أيام (72 ساعة) قبل إعادة تشغيل الحاسوب تلقائيًا بعد تثبيت التحديثات التلقائية التي تتطلب إعادة التشغيل. يقوم ويندوز 8 أيضًا بدمج طلبات إعادة التشغيل للتحديثات غير الضرورية في واحد فقط شهريًا. بالإضافة إلى ذلك، تُعلمهم شاشة تسجيل الدخول بمتطلبات إعادة التشغيل.
يستخدم ويندوز أبديت أيجنت ميزة ترانزاكشنل إن تي إف إس المقدمة مع ويندوز فيستا لتطبيق التحديثات على ملفات نظام ويندوز. تساعد هذه الميزة ويندوز على الاسترداد بشكل نظيف في حالة حدوث فشل غير متوقع، حيث تُنَفَّذ تغييرات الملفات بشكل ذري.
يحتوي ويندوز 10 على تغييرات كبيرة في عمليات ويندوز أبديت أيجنت؛ لم يعد يسمح بالتثبيت اليدوي الانتقائي للتحديثات. تُنَزَّل جميع التحديثات وتثبيتها تلقائيًا، بغض النظر عن نوعها (بما في ذلك برامج تشغيل الأجهزة)، ويمنح المستخدمين فقط خيار اختيار ما إذا كان نظامهم سيعيد التشغيل تلقائيًا لتثبيت التحديثات عندما يكون النظام غير نشط، أو يتم إخطارهم لجدولة إعادة التشغيل. تقدم مايكروسوفت أداة تشخيص يمكن استخدامها لإخفاء برامج تشغيل الأجهزة المزعجة ومنع إعادة تثبيتها، ولكن فقط بعد تثبيتها بالفعل، ثم إلغاء التثبيت دون إعادة تشغيل النظام.
يدعم ويندوز أبديت أيجنت على نظام التشغيل ويندوز 10 توزيع التحديثات من نظير إلى نظير؛ بشكل افتراضي، يستخدم عرض النطاق للأنظمة لتوزيع التحديثات التي نُزِلَت مسبقًا على المستخدمين الآخرين، إلى جانب خوادم مايكروسوفت. يمكن للمستخدمين تغيير ويندوز أبديت اختياريًا لإجراء تحديثات نظير إلى نظير فقط داخل الشبكة المحلية الخاصة بهم.
قدم ويندوز 10 أيضًا تحديثات تراكمية. على سبيل المثال، إذا أصدرت مايكروسوفت التحديثات KB00001 في يوليو، وKB00002 في أغسطس، وKB00003 في سبتمبر، فإن مايكروسوفت ستصدر التحديث التراكمي KB00004 الذي يحزم KB00001 وKB00002 وKB00003 معًا. سيؤدي تثبيت KB00004 أيضًا إلى تثبيت KB00001 وKB00002 وKB00003، مما يخفف من الحاجة إلى عمليات إعادة التشغيل المتعددة ويقلل من عدد التنزيلات المطلوبة. قد تتضمن KB00004 أيضًا إصلاحات أخرى برقم KB الخاص بها والتي لم تصدر بشكل منفصل. من عيوب التحديثات التراكمية أن تنزيل التحديثات التي تعمل على إصلاح المشكلات الفردية وتثبيتها لم يعد ممكنًا. KB تقف على قاعدة المعرفة كما في قاعدة معارف مايكروسوفت.

### ويندوز أبديت للأعمال
يعد ويندوز أبديت للأعمال مصطلحًا لمجموعة من الميزات في نسخ برو وإنتربرايس وإيدوكايشن من ويندوز 10، ويهدف إلى تسهيل إدارة ويندوز عبر المؤسسات. يمكّن محترفي تكنولوجيا المعلومات من:
- التبديل بين الفروع القياسية وفروع الإصدار المؤجل لنظام التشغيل ويندوز 10. وقد أزيلت هذه الميزة منذ ذلك الحين لأن مايكروسوفت تقاعدت من الفرع المؤجل.[24]
- تأجيل التثبيت التلقائي للتحديثات العادية لمدة 30 يومًا. بدءًا من الإصدار 20H1 من ويندوز 10، يصعب الوصول إلى هذه الميزة.[25]
- تأجيل التثبيت التلقائي لترقيات ويندوز (المعروف أيضًا باسم «تحديثات الميزات») لمدة 365 يومًا. بدءًا من الإصدار 20H1 من ويندوز 10، لم تُقَدَّم هذه التحديثات تلقائيًا.[25]

أضيفت هذه الميزات في ويندوز 10 الإصدار 1511. وهي مخصصة للمؤسسات الكبيرة التي لديها العديد من الحواسيب، بحيث يمكنهم تجميع الحواسيب الخاصة بهم بشكل منطقي للنشر التدريجي. توصي مايكوسوفت بمجموعة صغيرة من الحواسيب التجريبية لتلقي التحديثات على الفور تقريبًا، في حين أن مجموعة الحواسيب الأكثر أهمية لتلقيها بعد أن قامت كل مجموعة أخرى بذلك، وواجهت آثارها.
حلول إدارة تحديثات مايكروسوفت الأخرى، مثل خدمات تحديثات ويندوز سيرفر أو سيستم سنتر كونفيغرايشن مانجر، لا تتجاوز ويندوز أبديت للأعمال. بدلاً من ذلك، يجبرون ويندوز 10 على «وضع الفحص المزدوج». يمكن أن يسبب هذا ارتباكًا للمسؤولين الذين لا يستوعبون التداعيات الكاملة لوضع المسح المزدوج.

## البرامج والخدمات التكميلية
مع استمرار المؤسسات في استخدام المزيد من الحواسيب، بدأ عملاء ويندوز أبديت لكل جهاز يصبح غير عملي وغير كافٍ. استجابة لحاجة المؤسسات لنشر التحديثات على العديد من الأجهزة، قدمت مايكروسوفت خدمات تحديث البرامج (SUS)، والتي أعيدت تسميتها فيما بعد بخدمات خدمات تحديثات ويندوز سيرفر (WSUS). أحد مكونات عائلة ويندوز سيرفر من أنظمة التشغيل، يقوم WSUS بتنزيل التحديثات لمنتجات مايكروسوفت إلى حاسوب خادم يُشَغَّل عليه وإعادة توزيعها على الحواسيب داخل المؤسسة عبر شبكة محلية (LAN). تتمثل إحدى مزايا هذه الطريقة في تقليل استهلاك عرض النطاق الترددي للإنترنت، بما يعادل (N-1) × S، حيث يمثل N عدد الحواسيب في المؤسسة وS هو الحجم الذي يجرى بواسطة التحديثات. بالإضافة إلى ذلك، تسمح WSUS للمسؤولين باختبار التحديثات على مجموعة صغيرة من الحواسيب التجريبية قبل نشرها على جميع الأنظمة، من أجل ضمان عدم تعطيل استمرارية العمل بسبب التغييرات التي تطرأ على التحديثات. بالنسبة للمؤسسات الكبيرة جدًا، يمكن ربط خوادم WSUS المتعددة معًا بشكل هرمي. ينزل خادم واحد فقط في هذا التسلسل الهرمي من الإنترنت.
يمكن تنزيل حزم التحديث الموزعة عبر خدمة ويندوز أبديت بشكل فردي من كتالوج مايكروسوفت أبديت. يمكن تثبيت هذه التحديثات على الحواسيب دون الوصول إلى الإنترنت (على سبيل المثال عبر محرك أقراص فلاش ناقل تسلسلي عام) أو دمجها مع تثبيت ويندوز. في حالة السابق، يمكن لويندوز أبديت أيجنت (wusa.exe) تثبيت هذه الملفات. في حالة الأخير، يمكن لأدوات نشر مايكروسوفت مثل DISM وWADK وMDT أن تستهلك هذه الحزم.
تقدم مايكروسوفت سيستم سنتر كونفيغرايشن مانجر لسيناريوهات النشر والخدمة المعقدة للغاية. يتكامل المنتج مع جميع الأدوات المذكورة أعلاه (WSUS ،DISM ،WADK ،MDT) لأتمتة العملية.
أنشئ عدد من الأدوات بواسطة بائعي البرامج المستقلين والتي توفر إمكانية تنزيل تحديثات ويندوز تلقائيًا أو إضافتها إلى نظام متصل أو غير متصل بالإنترنت. أحد الاستخدامات الشائعة للتحديثات دون اتصال بالإنترنت هو التأكد من أن النظام مصحح بالكامل ضد الثغرات الأمنية قبل الاتصال بالإنترنت أو بشبكة أخرى. الاستخدام الثاني هو أن التنزيلات يمكن أن تكون كبيرة جدًا، ولكنها قد تعتمد على اتصال شبكة بطيء أو غير موثوق به، أو قد تكون هناك حاجة إلى نفس التحديثات لأكثر من جهاز واحد. يعد أوتوباتشر ودبليو إس يو إس أوفلاين أبديت وبورتبل أبديت وويندوز أبديتس داونلودر أمثلة على هذه الأدوات.

## الخدمة
في بداية عام 2005، وصل إلى ويندوز أبديت من قبل حوالي 150 مليون شخص، من بينهم حوالي 112 مليون مستخدم يستخدمون التحديثات التلقائية. اعتبارًا من عام 2008، كان لدى ويندوز أبديت حوالي 500 مليون عميل، وقام بمعالجة حوالي 350 مليون عملية مسح فريدة يوميًا، وحافظ على متوسط 1.5 مليون اتصال متزامن بأجهزة العملاء. في يوم ثلاثاء الباتش، وهو اليوم الذي تصدر فيه مايكروسوفت عادةً تحديثات برامج جديدة يمكن أن تتجاوز حركة المرور الصادرة 500 غيغابايت في الثانية. استخدم ما يقرب من 90٪ من جميع العملاء التحديثات التلقائية لبدء تحديثات البرامج، بينما استخدم 10٪ المتبقية موقع ويندوز أبديت على الويب. أنشئ موقع الويب باستخدام إيه إس بي دوت نت، ويقوم بمعالجة 90 ألف طلب صفحة في المتوسط في الثانية.
تقليديًا، قدمت الخدمة كل باتش في ملف أرشيف خاص بها. من حين لآخر، أصدرت مايكروسوفت حزم الخدمة التي جمعت كافة التحديثات التي صدرت على مدار سنوات لمنتج معين. ومع ذلك، بدءًا من ويندوز 10، تُسَلَّم جميع الباتش في حزم تراكمية. في 15 أغسطس 2016، أعلنت مايكروسوفت أنه اعتبارًا من أكتوبر 2016، ستصبح جميع الباتش المستقبلية لنظامي التشغيل ويندوز 7 و8.1 تراكمية كما هو الحال مع ويندوز 10. ستزال القدرة على تنزيل التحديثات الفردية وتثبيتها حيث تنقل التحديثات الحالية إلى هذا النموذج. وقد أدى ذلك إلى زيادة أحجام التنزيل لكل تحديث شهري. حدد تحليل أجراه كمبيوترورلد أن حجم التنزيل لنظام التشغيل ويندوز 7 إكس64 قد زاد من 119.4 ميغابايت في أكتوبر 2016 إلى 203 ميغابايت في أكتوبر 2017. في البداية، كانت مايكروسوفت غامضة للغاية بشأن تغييرات معينة داخل كل حزمة تحديث تراكمي. ومع ذلك، منذ أوائل عام 2016، بدأت مايكروسوفت في إصدار معلومات أكثر تفصيلاً حول التغييرات المحددة.
في عام 2011، أوقفت خدمة التحديث لنظام التشغيل ويندوز 98 و98 إس إي وميلينيوم وأزيلت التحديثات القديمة لتلك الأنظمة من خوادمها. في 3 أغسطس 2020، أوقفت خدمة التحديث لأنظمة التشغيل ويندوز 2000 وإكس بي وسيرفر 2003 وفيستا بسبب توقف مايكروسوفت لتحديثات SHA-1. لا تزال التحديثات القديمة متوفرة في كتالوج مايكروسوفت أبديت.

### مايكروسوفت أبديت

موقع مايكروسوفت أبديت على الويب في إنترنت إكسبلورر 6 على نظام تشغيل ويندوز إكس بي.

في مؤتمر آر إس أيه في فبراير 2005، أعلنت مايكروسوفت عن الإصدار التجريبي الأول من مايكروسوفت أبديت، وهو بديل اختياري لويندوز أبديت الذي يوفر تصحيحات الأمان وحزم الخدمة والتحديثات الأخرى لكل من ويندوز وبرامج مايكروسوفت الأخرى. قُدِمَ الإصدار الأولي في يونيو 2005 دعمًا لمايكروسوفت أوفيس 2003 وإكستشينج 2003 وإس كيو إل سيرفر 2000، التي تعمل على ويندوز 2000 وإكس بي وسيرفر 2003. بمرور الوقت توسعت القائمة لتشمل منتجات مايكروسوفت الأخرى، مثل ويندوز لايف، ويندوز ديفيندر وفيجوال ستوديو وأوقات التشغيل والقابلة لإعادة التوزيع وزون سوفتوير وفيرتشوال بي سي وفيرتشوال سيرفر وكابيكوم ومايكروسوفت لينك ومايكروسوفت إكسبرشن ستوديو ومنتجات الخادم الأخرى. كما يوفر أيضًا سيلفرلايت وويندوز ميديا بلاير كتنزيلات اختيارية إذا كان ذلك ممكنًا على نظام التشغيل.

### أوفيس أبديت
أوفيس أبديت هي خدمة مجانية عبر الإنترنت تتيح للمستخدمين اكتشاف التحديثات وتثبيتها لبعض منتجات مايكروسوفت أوفيس.
دعمت خدمة التحديث الأصلية أوفيس 2000 وأوفيس إكس بي وأوفيس 2003 ومايكروسوفت أوفيس 2007. في 1 أغسطس 2009، أوقفت مايكروسوفت خدمة أوفيس أبديت ودمجتها مع مايكروسوفت أبديت. لا يدعم مايكروسوفت أبديت أوفيس 2000.
مع تقديم برنامج ترخيص أوفيس 365، قامت مايكروسوفت مرة أخرى بتنشيط خدمة أوفيس أبديت منفصلة لخدمة عملاء أوفيس 365. يستمر مالكو تراخيص مايكروسوفت أوفيس الدائمة في تلقي التحديثات من خلال مايكروسوفت أبديت.

## وصلات خارجية
- الموقع الرسمي
 (بالإنجليزية)